# القشعيين
القشعيين قرية بجزيرة جربة بالجنوب التونسي. تقع في معتمدية جربة حومة السوق، إحدى جزيرة جربة الثلاثة.
قشعيين هي حومة على بعد 7 كم من حومة السوق في وسط جزيرة الأحلام جربة. يحدها من الشرق حومة صدغيان ومن الغرب حومة والغ ومن الجنوب الماي أمّا من الشمال فيحدها كل من حومة غيزن ومن مدينة حومة السوق.

### مواضيع ذات علاقة
- جربة.
- معتمدية جربة حومة السوق.
- حومة السوق.